# Venskab
 "Ven" omdirigeres hertil. For øen i Øresund, se Hven.
 "Venner" omdirigeres hertil. For tv-serien, se Venner (sitcom).
 For alternative betydninger, se Venskab (flertydig). (Se også artikler, som begynder med Venskab)
Venskab er normalt betragtet at være tættere end bekendtskab, selvom der er et stort spænd af intimitet i både venskaber og bekendtskaber – og venskab er en følelse fra én person til en anden person. Venskab og bekendtskab er ofte opfattet som spændende over det samme kontinuum og er nogle gange set som en svaghed. 
Forskning af venskaber er omfattet i felterne sociologi, socialpsykologi, antropologi, filosofiog zoologi. Forskellige akademiske venskabsteorier er blevet foreslået, nogle af dem social udvekslingsteori, lighedsteori, relationel dialektik og tilknytningsteori. Herunder har universitetsforskeren Jonas Holst påpeget, at venskab har været diskuteret i filosofien helt tilbage til antikken som en karakteristik af det gode forhold mellem mennesker.
Værdier, som findes i venskaber, er ofte resultatet af en ven eller veninde, som udviser følgende vedvarende konsistent:
- Tendens til at ønske hvad der er bedst for den anden
- Sympati og empati
- Ærlighed, måske i situationer hvor det kan være vanskeligt for andre at fortælle sandheden, specielt i forhold at påpege de konstaterede fejl af ens modstykke.
- Gensidig forståelse og medfølelse; evnen til at gå til hinanden for at få følelsesmæssig støtte
- Nyde hinandens selskab
- Tillid til hinanden
- Positiv reciprocitet/gensidighed — et mellemmenneskeligt forhold som er baseret ligeværdig given-og-tagen mellem hinanden.
- Evnen til at være sig selv, udtrykke sine følelser og lave fejl uden fordømmelse fra den anden part.